# Миле Илић (политичар)
Миле Илић, српски политичар, рођен је 27. јула 1954. године у селу Јовцу у општини Владичин Хан. Завршио је гимназију „Светозар Марковић у Нишу“. Дипломирао је на Правном факултету у Нишу, где је магистрирао са темом „Локална самоуправа у теорији права - југословенском позитивном праву“. Докторирао је на Правном факултету у Крагујевцу из области локалне самоуправе на тему „Положај града у систему локалне самоуправе, са посебним освртом на Србију“.
Од новембра 1999. године је ванредни професор на Правном факултету у Приштини за предмет Управно право. Сада је редовни професор Универзитета у Нишу за предмет Државна управа и локална самоуправа.
Као члан СПС-а, на првим вишестраначким изборима изабран је за народног посланика Народне скупштине Републике Србије и посланика Србије у Већу Република Савезне скупштине, а потом је биран и за савезног посланика у Већу грађана Скупштине Савезне Републике Југославије у два мандата.
Почетком 2007. године враћа се на положај председника нишких социјалиста, а после локалних избора 2008. године постаје председник скупштине града Ниша.
Миле Илић је након Дејтонског споразума предложио Слободана Милошевића за Нобелову награду.
Добитник је признања града Ниша „11. јануар“ за изузетне резултате.